# Laze Prnjavor
Laze Prnjavor – wieś w Chorwacji, w żupanii pożedzko-slawońskiej, w mieście Požega. W 2011 roku liczyła 10 mieszkańców.